# Sant Pere de Monistrol (Gaià)
Sant Pere de Monistrol, també conegut com a Sant Pere de la Roca o Sant Pere de les Cigales són unes runes d'una antiga església barroca, situada al municipi de Gaià (el Bages), inclosa en l'Inventari del Patrimoni Arquitectònic de Catalunya.

## Descripció
Església aterrada d'una sola nau amb un absis semicircular i amb la façana a ponent. Les restes conservades són de la construcció del s.XVIII; es conserva encara l'arc triomfal de mig punt amb unes cornises i motllures a les impostes. Dues capelles laterals a banda i banda de la nau.

## Història
Aquest conjunt arquitectònic tant malmès no és tan important per les restes que conserva de la construcció del s.XVIII, sinó perquè la toponímia "St. Pere de Monistrol"ens indica que en aquest lloc fou probablement establiment d'un antic cenobi possiblement d'època visigòtica. La construcció del s.XVIII aprofità l'antic establiment.